# Примарни подаци
Примарни подаци који се прво прикупљају, врло су чињенични јер су оригинални извор материјала. Његова је главна сврха пружити рјешења проблема истраживача.

## Методе прикупљања примарних података
Када предузеће спроводи детаљна прединвестициона истраживања, оно се не може задовољити само секундарним подацима, већ мора спровести процес прикупљања и примарних података. Двије основне методе помоћу којих долазимо до примарних података, а то су:
1. Метод испитивања
2. Метод посматрања.

Извор примарних података у анализи тржишта су увијек људи, који се могу јављати у различитим улогама, од потрошача, клијената, дистрибутера до експерата за одређене области. Логично је да се процес прикупљања примарних података мора пажљиво испланирати како се предузеђу не би нанијели додатни трошкови и како не би имало више штете него користи од тог процеса. Треба ријешити проблеме методологије прикупљања примарних података, као и организовати тај посао. 
Два основна методолошка питања која требају да се ријеше јесу:
1. На који начин комуницирати са изворима података?
2. Помоћу којих средстава прикупити податке[2] .

## Метода испитивања
Ова метода се најчешће примјењује у истраживању маркетинга приликом прикупљања примарних података, из разлога што је помоћу ње могуће доћи до свих врста података. Начин комуницирања између испитивача и испитаника се може извести на један од сљдећа три начина:
1. Лично комуницирање између испитивача и испитаника, које може бити структуирано и неструктуирано
2. Комуницирање дописним путем
3. Комуницирање телефоном.

## Лично комуницирање испитивача и испитаника
Ова метода се може дефинисати као разговор између двије особе, започет од стране испитивача, са намјером да добије информације неопходне за процес истраживања. У литератури се наводе бројне предности ове методе, а међу главне спадају: физичко присуство испитивача и испитаника, гдје испитивач може пружити помоћ испитанику приликом давања одговора, стимулисати га да даје одговоре и појаснити питања уколико су недовољно јасно формулисана, створити пријатну атмосферу, оцјенити искреност датих одговора од стране испитаника, што овај метод чини изразито флексибилним у односу на остале.
Лично комуницирање се може подијелити на структуирано и неструктуирано.
Код структуираног личног комуницирања испитивач од испитаника добија све жељене податке, тако што му чита питања из унапријед припремљених упитника и биљежи добијене одговоре. Из чињенице да испитивач стриктно слиједи питања наведена у упитнику, можемо закључити да квалитет добијених података зависи од квалитета састављеног упитника. 
За разлику од њега, при неструктуираном личном комуницирању, испитивач (који мора бити стручно лице, најчешће експерт за психологију) настоји индиректним путем (постављањем индиректних питања) доћи до података о мотивима испитаника (потрошача). Код неструктуираног личног комуницирања могу се користити сљедеће методе:
- Дубински интервју – састоји се у слободном разговору испитивача и испитаника који обично траје од 1 до 3 сата, како би се дошло до свих неопходних информација. Испитивач се користи методом лијевка, полази од општих питања а затим постепено прелази на конкретна питања. Недостатак ове методе јесте тај што дуго траје и изискује велике трошкове. Разговор треба припремити.[3]
- Тестови асоцијација – ефикасност њене примјене се описује чињеницом да људи када их изненадимо и захтјевамо да одговоре без дугог размишљања, несвјесно откривају информације које у нормалним околностима не би открили. Помоћу ових је техника могуће направити процјену психолошких конструката без директног тражења вербалних извјештаја испитаника, па се сматрају потенцијалним рјешењем за неке од проблема који се јављају при употреби техника самоизвјештаја (на примјер, тенденција давања социјално пожељних одговора или симулација ставова). [4]
- Тест недовршених реченица – овом методом се потискују жеље испитаника да одређене информације прикрију. Најчешће се користи Роттеров тест недовршених реченица који се састоји од 40 недовршених реченица.[5]
- Технике играња улога – испитанику се дочара одређена замишљена ситуација и од њега се захтјева да да одговор како би поступио у тој ситуацији да је та особа ( да се стави у улогу неке друге особе у некој замишљеној ситуацији). На тај начин особа кроз уста те замишљене особе заправо износи своје сопствене ставове.

Треба истаћи и недостатке методе личног комуницирања, а то су: прикупљање података личним комуницирањем је теже планирати, организиовати и контролисати; трошкови су много виши и ова метода захтјева одређени степен стручности како испитивача тако и испитаника.

## Комуницирање дописним путем
Ова метода односи се на то да испитаник сам без помоћи испитивача попуњава упитник, који му се може доставити на различите начине. Основна карактеристика овог начина комуницирања јесте самосталност при давању одговора. 
Добре стране ове методе су: економичност; широка географска дистрибуција испитаника; већа искреност при давању одговора...
Главни недостаци ове методе су: захтјева дуг временски период; опасност од грешке узорка; Упитник мора бити кратак, а питања једноставна и лако разумљива. 

## Комуницирање путем телефона
У данашње вријеме је немогуће замислити комуникацију између људи путем телефона, нам говори да се употреба телефона може искористити и при прикупљању примарних података од испитаника. 
Предности кориштења телефона у прикупљању примарних података су сљедеће: то је најбржи начин да се дође до одређених података; узрокује мање трошкове; лакше се контролишу испитаници; остварују се и одређене психолошке предности...
Недостаци ове методе су: не може се свугдје примјенити; посједовање телефона је у уској вези са нивоом дохотка; примјена телефона може истраживача маркетинга довести и пред неке методолошке и организационе проблеме...

## Метод посматрања
До примарних података се може доћи и посматрањем људи ситуација и догађаја. Научно посматрање се од свакодневног разликује по сљедећим карактеристикама:
1. систематско планирање усмјерено на специфичне циљеве истраживања
2. систематско регистровање свих података до којих дођемо
3. пажљива провјера и контрола[6] .

У оквиру ове методе требамо разликовати сљедеће 3 групе посматрања које ће у наставку рада бити обрађене:
- Структуирано и неструктуирано посматрање
- Посматрање у природним и вјештачким условима
- Посматрање у условима када људи знају и када не знају да су посматрани.

Код структуираног посматрања, онај који прикупља податке, тачно зна коју појаву треба да посматра и да посједује средства помоћу којих региструје те податке. Са друге стране, неструктуирано посматрање, захтјева од посматрача знатно више знања и вјештине, а такође, добијени резултати зависе од субјективних елемената. 
При посматрању у природним условима све се одвија онако како би се иначе одвијало и посматрач стиче реалну представу о посматраној појави. Посматрање у вјештачким условима, се најчешће одвија у просторијама гдје се на вјештачки начин симулира одређена ситуација (лабораторије). Предност лабораторија се огледа у томе што се остварују уштеде у времену и трошковима, а и сам процес је лакше контролисати. Међутим, увијек је дискутабилно да ли су се људи које смо посматрали понашали заиста онако какоби се понашали у стварним тржишним условима. 
Посматрање када људи не знају да су посматрани може пружити вјеродостојније и тачније информације, док посматрање када људи знају да су посматрани се може поистовјетити са посматрањем у вјештачким условима.